# Лепидодендрон
Лепидодендрон, также чешуедрев (лат. Lepidodēndron) — род вымерших древоподобных плауновидных растений, существовавший в каменноугольном периоде и составлявший часть флоры каменноугольных лесов. Высота растения, по данным палеобиологии, составляла от 10 до 40 и даже 50 м, диаметр ствола — до 1 м:102.

## Описание растения
Верхняя часть ствола богато ветвилась, на ней росло множество листьев, присоединявшихся к поверхности лепидодендрона напрямую, без черешков. Листья растения, треугольные в сечении и длиной до 1 м, постепенно опадали, оставляя на стволе и ветвях свои основания, или «подушечки». Ископаемые образцы лепидодендрона плотно усыпаны этими рубцами от опавших листьев, отчего их поверхность имеет структуру, напоминающую кожу змеи или аллигатора.
- Отпечаток стробила
- Слепок ископаемого лепидодендрона из штата Огайо
- Образец из коллекции Университета Ла-Коруньи[исп.], Испания
- Васкулярная система стебля в поперечном сечении. Издание Makers of British botany (1913), рисунок Уильяма Кроуфорда Вильямсона
- Lepidodendron aculeatun. Образцы из коллекции Палеоботанического музея[исп.] в Кордове, Испания
- Лепидодендрон (реконструкция)
- Полноразмерная реконструкция по окаменелым останкам

## В массовой культуре
50-метровые растения, похожие на лепидодендроны, можно увидеть в сериале «Прогулки с монстрами».
Упоминаются в повести «За гранью времён».